# جین ۱۲۸۱
سیارک ۱۲۸۱ (به انگلیسی: 1281 Jeanne، نامگذاری:1933QJ) هزار و دویست و هشتاد و یکمین سیارک کشف شده‌است که در ۲۵ اوت ۱۹۳۳ کشف شد.
قدر مطلق سیارک برابر ۱۱٫۶۰ است.